# 丰里约
丰里约（法語：Fontrieu，法語發音：[fɔ̃ʁjø]）是法国塔恩省的一个市镇，属于卡斯特尔区。该市镇于2016年1月1日由原市镇卡斯泰尔诺-德布拉萨克、费里耶尔和勒马尔涅斯合并而成。

## 地理
丰里约（43°38'55"N, 2°30'50"E）面积102.62 平方千米，位于法国奧克西塔尼大區塔恩省，该省份为法国南部内陆省份，北起顺时针与阿韦龙省、埃罗省、奥德省、上加龙省和塔恩-加龙省接壤。
与丰里约接壤的市镇（或旧市镇、城区）包括：昂格莱斯、贝尔拉茨、勒贝、布拉萨克、埃斯佩罗斯、日茹内、拉科讷、拉卡兹、拉蒙泰拉列、瓦布尔。
丰里约的时区为UTC+01:00、UTC+02:00（夏令时）。

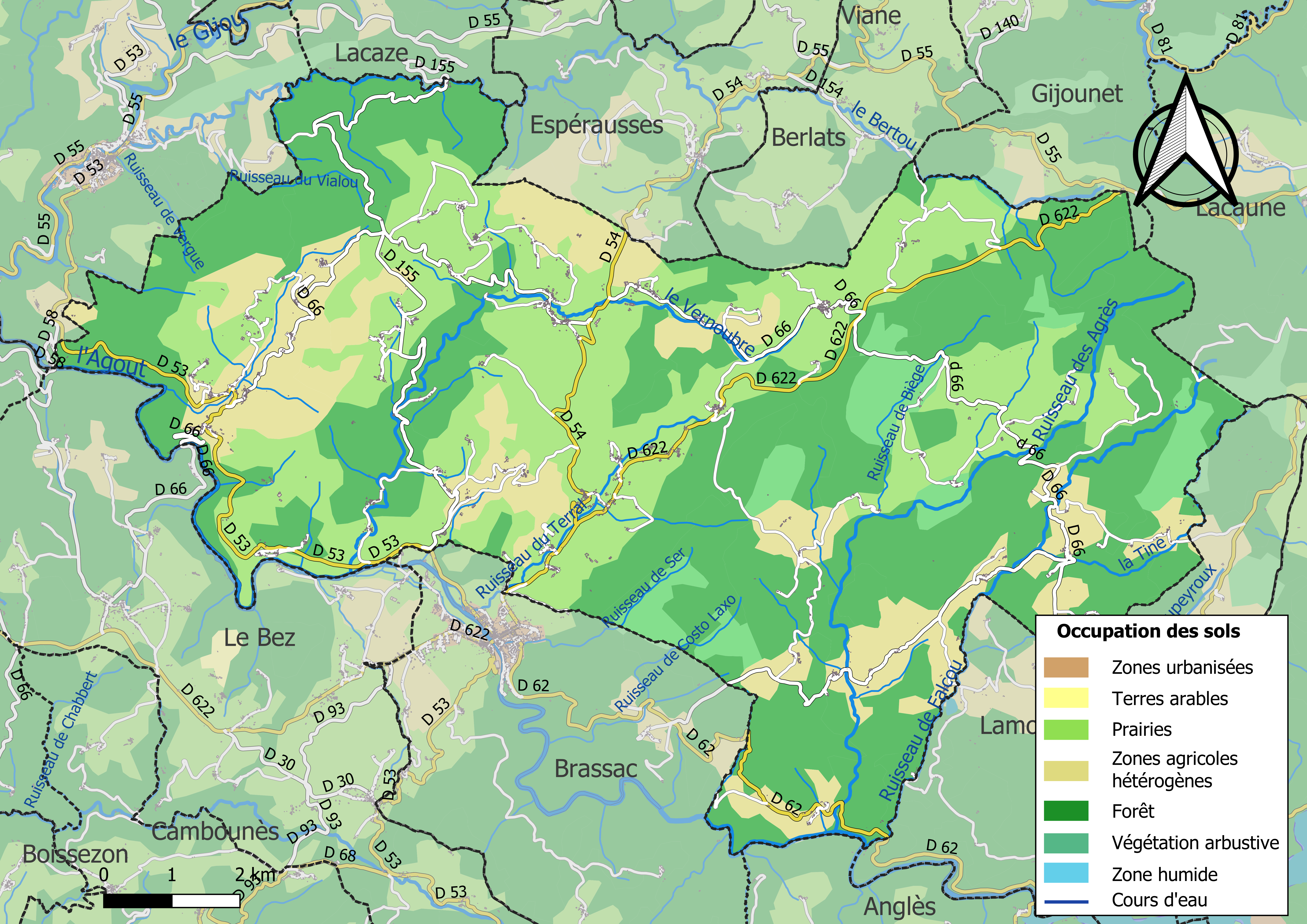
丰里约的OSM定位图

## 行政
丰里约的邮政编码为81260，INSEE市镇编码为81062。

## 政治
丰里约所属的省级选区为奥克高地县。

## 人口
丰里约于2022年1月1日时的人口数量为954人。